# Natalie Talmadge
Natalie Adaley Talmadge(29 de abril de 1896 - 19 de junho de 1969) foi uma atriz Norte-Americana da época do Cinema mudo. Era irmã de Norma Talmadge e Constance Talmadge.
Foi casada com o diretor Buster Keaton, com quem teve dois filhos, Buster Keaton Jr. e Bob Keaton, é avó da atriz Camille Keaton,filha de Buster Keaton Jr. com Barbara Jane Tichenor. 